# 진리의 복음서

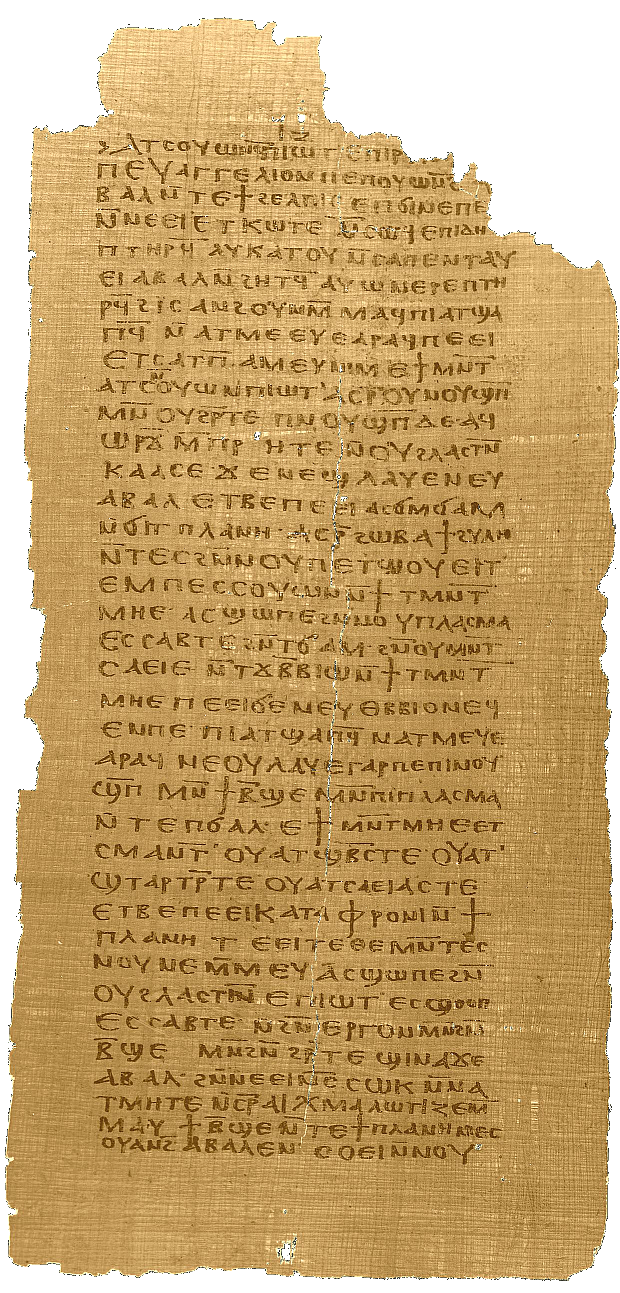

진리의 복음서(Gospel of Truth)이란 나그함마디 문서 (Nag Hammadi codices)에서 발견된 신약성경 외경으로부터 나온 영지주의적 문서 중 하나이다. 그것은 두 개의 콥트어 번역본이 있다. 첫 번째는 코덱스 (융 코덱스)는 전체가 잘 보존된 서브미믹(Subakhmimic) 사본 과 12 세기의 사본으로 사히드 (Sahidic)가 있다. 나그 함마디 파피루스 문서는 현재 카이로 콥트박물관과 취리히의 융 연구소(Jung Institute)에 소장되어 있다. <진리의 복음서>를 비롯한 이 파피루스 문서 일부가 융(C. G. Jung)의 80회 생일을 기념하여 융 연구소에 기증되었던 것이다. 이곳에 소장된 문서는 융 코덱스(Jung Codex)라고 불린다.  이 복음서는 140년에서 180경 사이에 발렌티누스 영지주의자들에 의해서 기록된 것으로 추정된다.

## 같이 보기
- 복음서 목록

## 참고 문헌
- Attridge, Harold W.; MacRae, George W. (trs.) (1990). 〈The Gospel of Truth (I,3 and XII,2)〉.   Robinson, James M. 《The Nag Hammadi Library》 reprint판. HarperOne. 38–51쪽. ISBN 0060669357. 2015년 5월 13일에 확인함.
- Brown, Paterson (tr.) (n.d.). “The Gospel of Truth”. 《Gnosis: Direct Knowledge of the Divine》. 2012년 11월 27일에 원본 문서에서 보존된 문서. 2015년 5월 13일에 확인함.
- Grant, Robert M. (1961). 〈The Gospel of Truth〉. 《Gnosticism: A Source Book Of Heretical Writings From The Early Christian Period》. New York: Harper & Brothers. 2015년 5월 13일에 확인함.
- Layton, Bentley (1987). 《The Gnostic Scriptures》. The Anchor Bible Reference Library. New York: Doubleday. ISBN 0385174470.
- Nibley, Hugh (1992). 《Temple and Cosmos: Beyond This Ignorant Present》. The Collected Works of Hugh Nibley. Vol. 12 : Ancient History. Deseret Book Co. ISBN 0875795234.